# Fujica

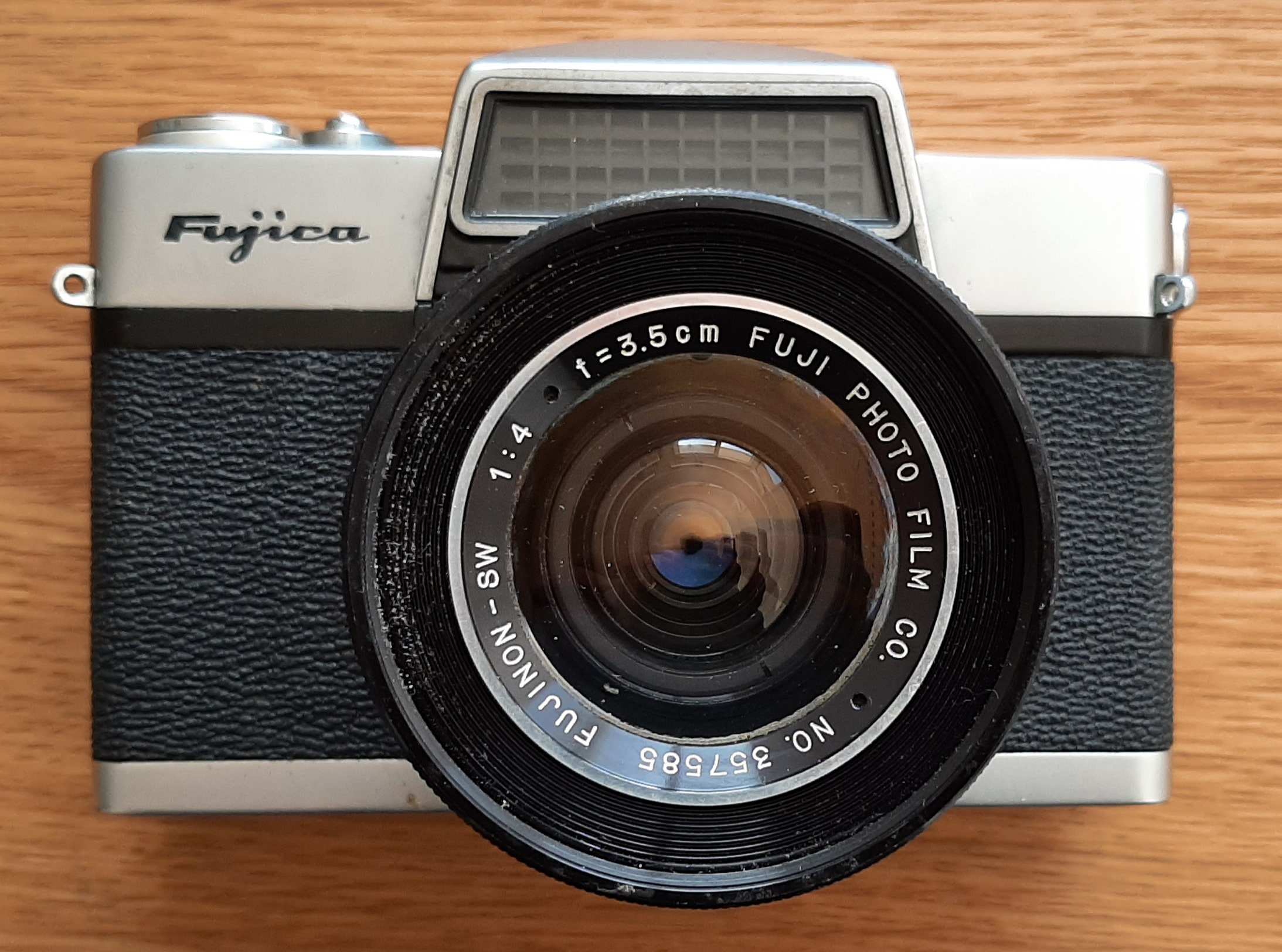
Fujicarex 1963

Fujica è il nome dato dalla Fujifilm giapponese alla sua linea di fotocamere cinematografiche.

## Storia
L'azienda è stata fondata il 20 gennaio 1934 come Fuji Shashin Film KK (富士写真フィルム㈱, successivamente modificato a Fuji Photo Film Co., Ltd.), producendo svariati tipi di pellicola. Era un ramo della Dai-Nippon Celluloid KK (大日本セルロイド㈱), fondata nel 1919. Il primo amministratore delegato dell'azienda è stato Asano Shūichi (浅野修一). Gli impianti erano situati a Minami-Ashigara (南足柄村). Si dice che il nome "Fuji" (富士) sia stato scelto da Asano Shūichi a causa del monte Fuji (富士山), ma era già stato registrato, i cui diritti sono stati acquistati per ¥ 8.000, una grossa somma a quei tempi.
L'azienda iniziò a produrre vetro ottico nei primi anni '40 per uso militare. La società dipendente Fuji Shashin Kōki KK (富士写真光機㈱, che significa "Fuji Photo Optical Co., Ltd.") è stata fondata nel 1944, dalle attività di Enomoto Kōgaku Seiki Seisakusho (榎本光学精機製作所). Molte altre società furono create dopo la guerra, tutte dipendenti dalla principale società Fuji Shashin Film e infine dal Gruppo Fujifilm (富士フィルムグループ). La Fuji iniziò a produrre le sue prime fotocamere nel 1948 con la Fujica Six. Fino alla fine degli anni '70, molte fotocamere prodotte dalla Fuji erano chiamate Fujica, una contrazione di Fuji e camera (cfr. Leica, Yashica ecc.).
La Fujifilm ha iniziato a produrre fotocamere digitali nel 1988, è stata la più agile tra i produttori cinematografici nell'adattarsi all'imaging digitale. Oggi producono fotocamere digitali APS-C e mirrorless di Medio formato con obiettivo intercambiabile, nonché fotocamere compatte a obiettivo fisso, tutte con il marchio Fujifilm.

## Modelli di fotocamera
Elenco di tutte le fotocamere a marchio Fujica prodotte e la data della loro introduzione. (Le fotocamere Single 8 Film non sono elencate).

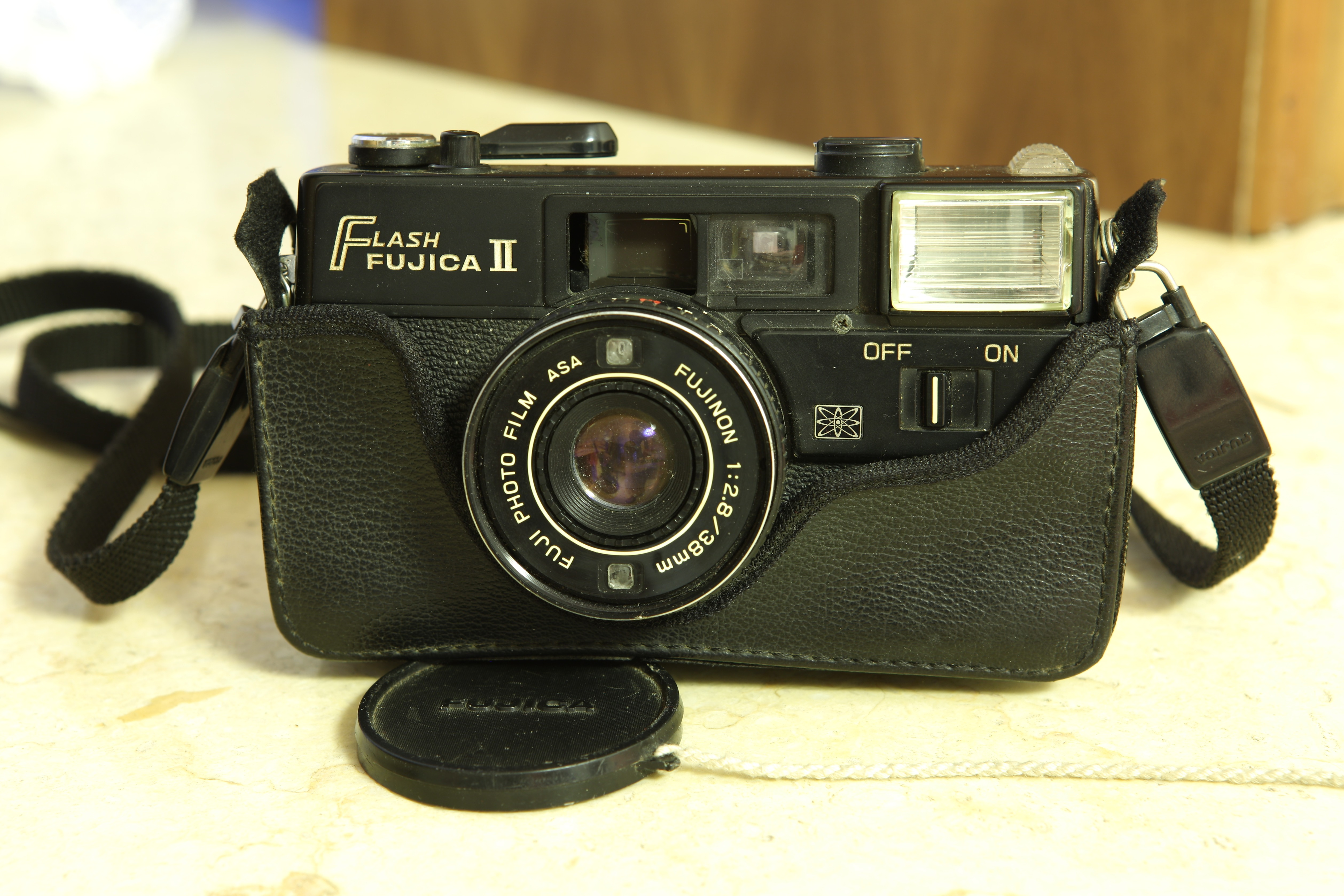
Flash Fujica II con obiettivo FUJINON 38mm/F2.8

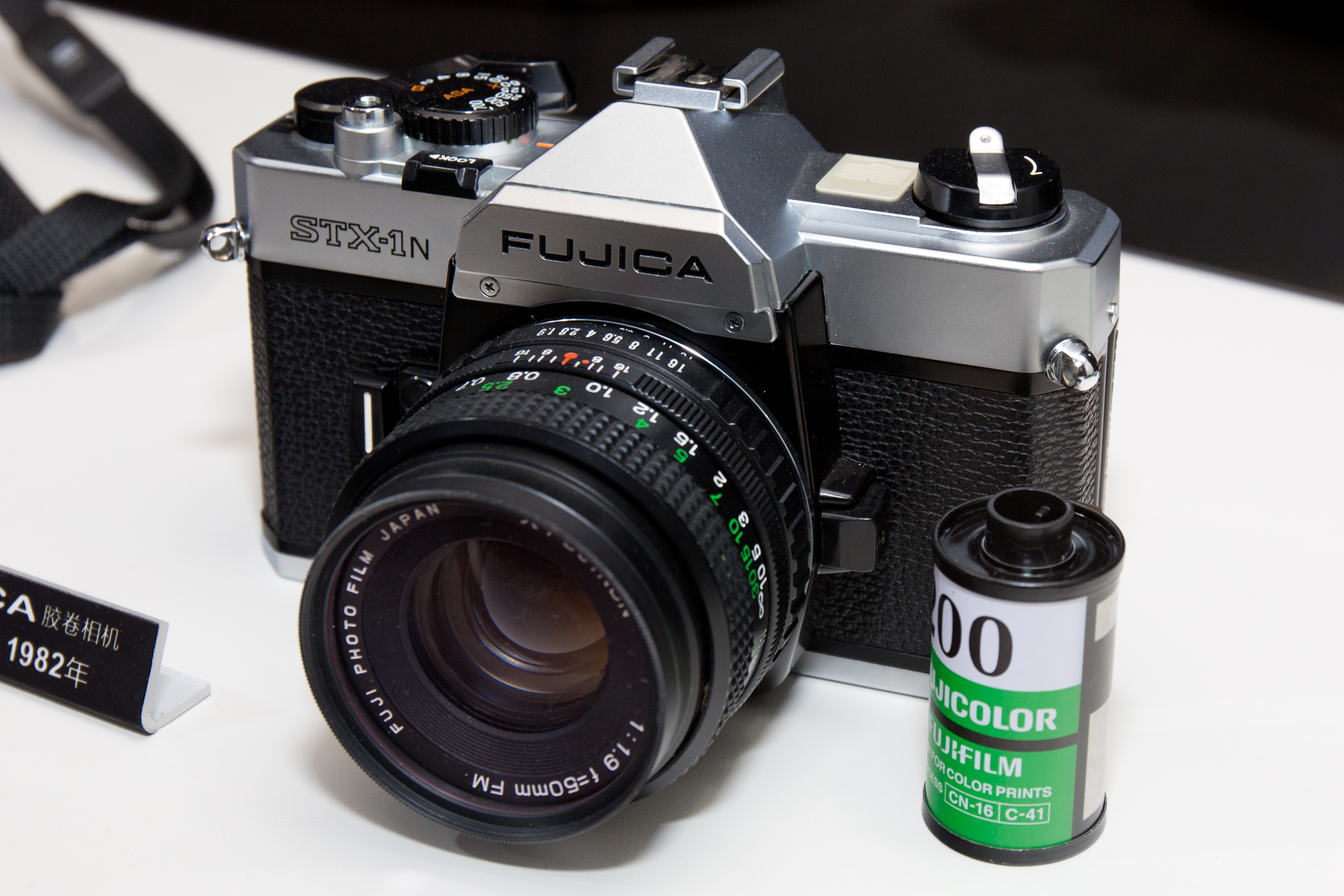
Fuji STX-1N

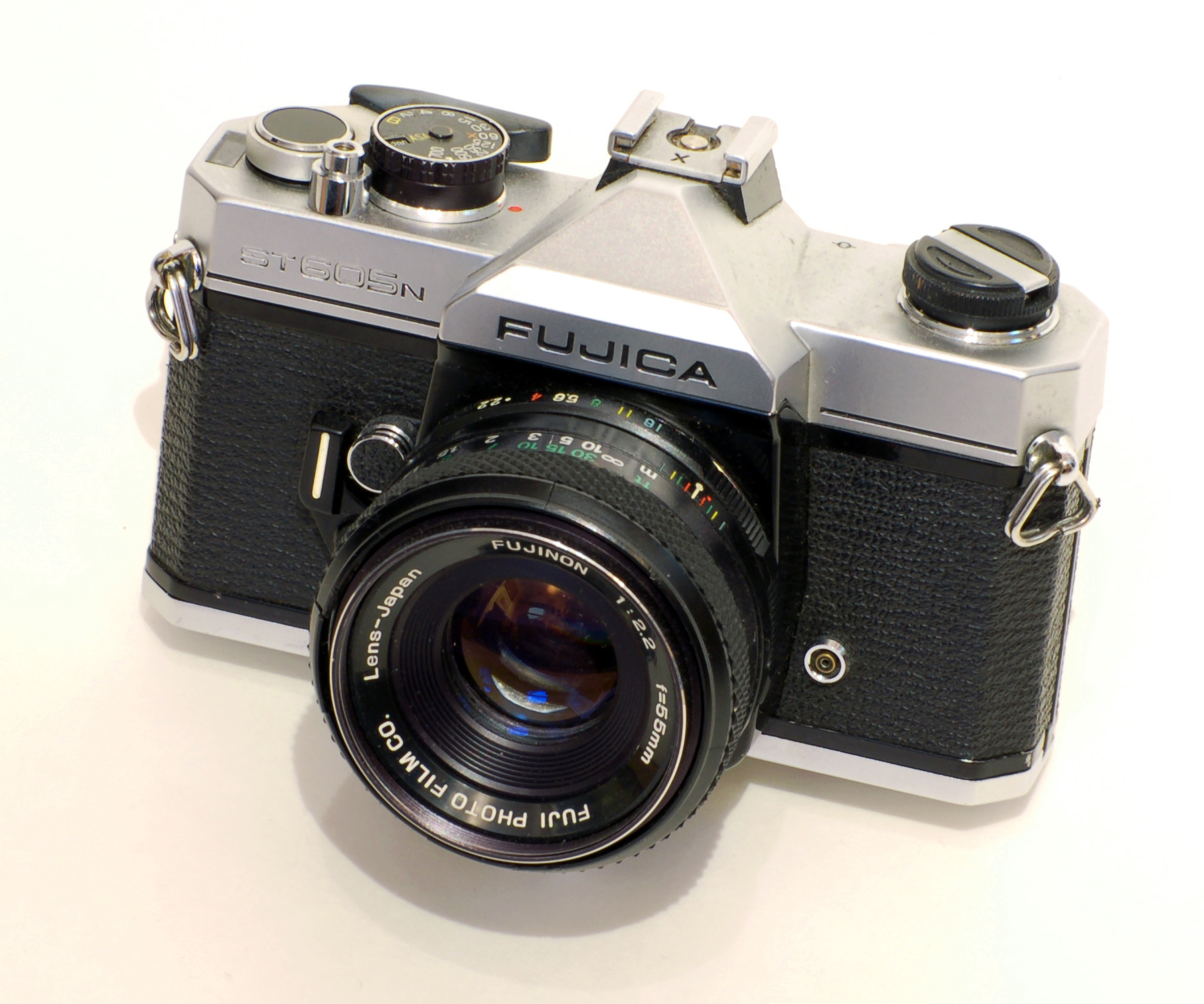
Fuji ST605N

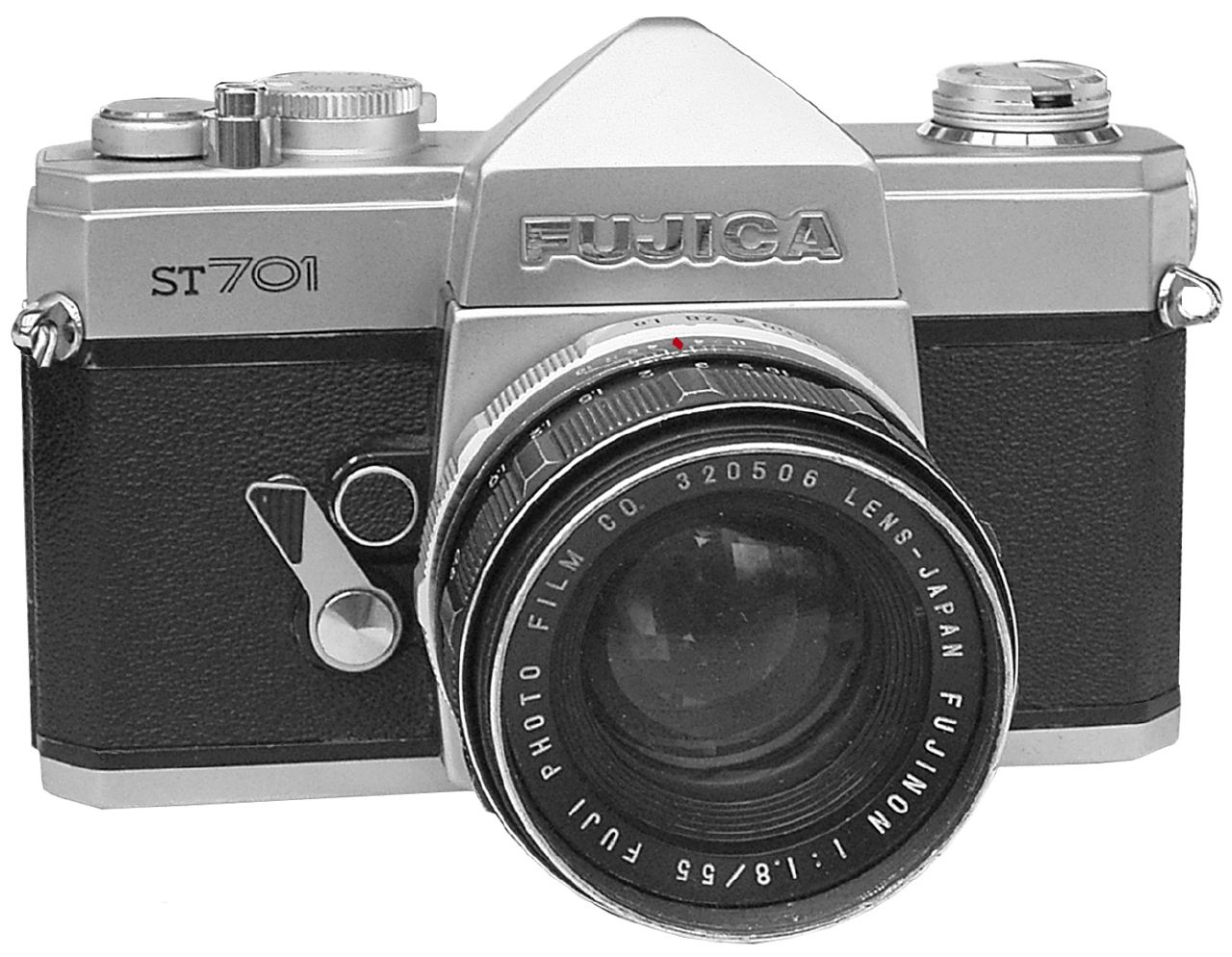
Fuji ST701

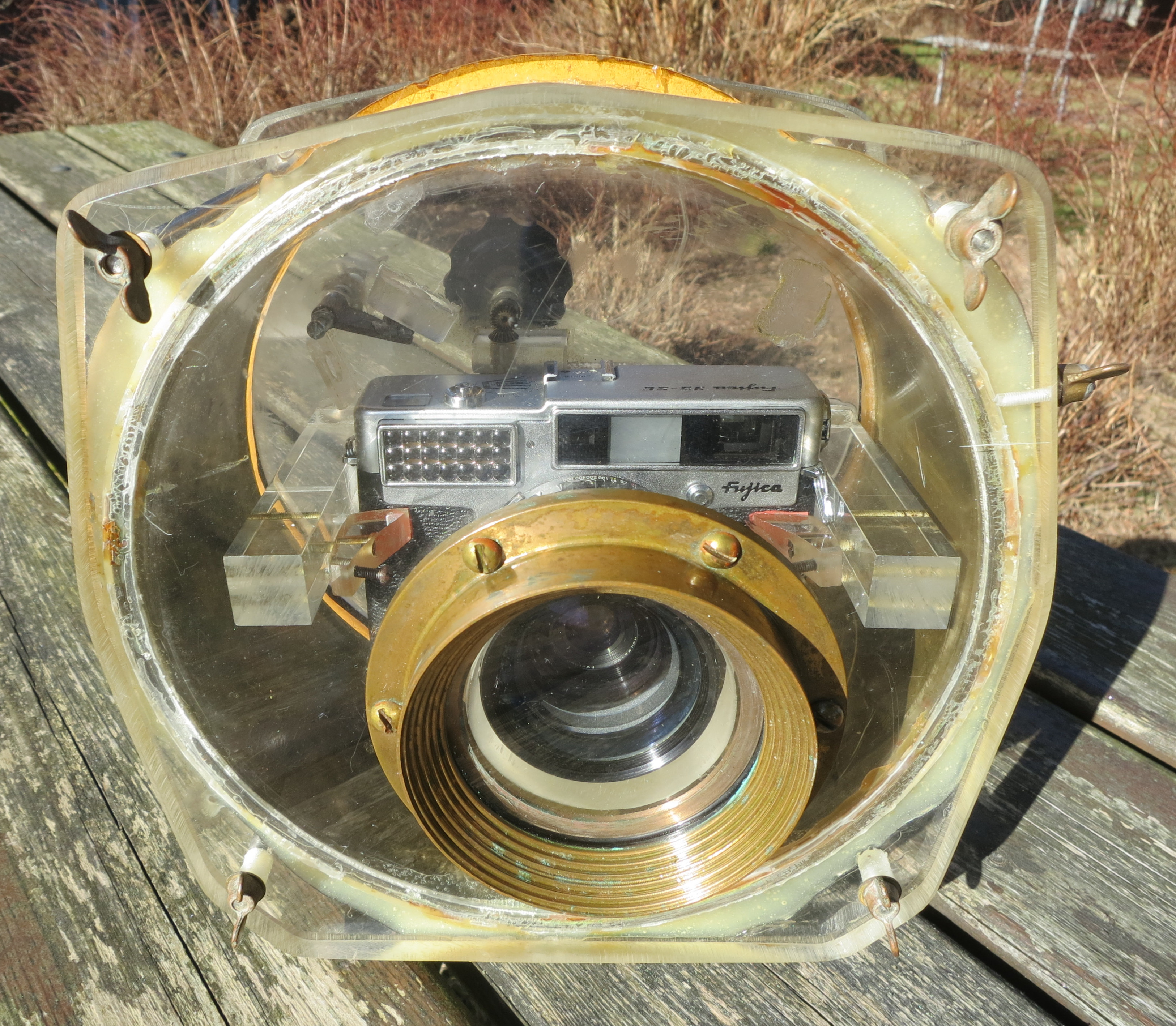
Fujica 35-SE in custodia subacquea personalizzata

- Fujica AX-Multi Programma 1985
- Modello Fuji STX-2 del 1985
- Modello Fuji AX-1N del 1984
- Modello Fuji STX-1N 1983

- Fuji AX-1 del 1980
- Fuji AX-3 del 1980
- Fuji AX-5 del 1980
- Modello Fuji STX-1 del 1979
- Fotocamera Fujica II 1978
- Fuji AZ-1 del 1978

- Fuji ST605N 1978
- Fujica ST705W 1978
- Fuji ST705 1977
- Fuji ST601 1976
- Fuji ST605 1976
- Fujica ST-F1975
- Fujica GE 1974
- Fuji ST 901 1974
- Fuji ST801 1973

- Fuji ST701 1971
- Fujica compatta deluxe 1967
- Guida Fujica 1964
- Fujica V2 1964
- Fujicarex II 1963
- Fujica 35 Auto-M 1962
- Fujicarex 1962
- Fujica 35 EE 1961

- Fuji 35 SE 1960
- Fuji 35ML 1958
- Fuji 35 M 1957
- Fujicaflex 1954
- Fujica Sei II BS 1950
- Fujica Sei I BS 1948

## Lenti

### Obiettivi intercambiabili per fotocamere da 35 mm
- Pellicola fotografica Fuji X-FUJINON (F2.2/55mm)
- Obiettivi Fuji per Leica e Nikon